# Монестироло (Ферара)
Монестироло је насеље у Италији у округу Ферара, региону Емилија-Ромања.
Према процени из 2011. у насељу је живело 549 становника. Насеље се налази на надморској висини од 6 м.